# Bauhinia foveolata
Bauhinia foveolata är en ärtväxtart som beskrevs av Nicol Alexander Dalzell. Bauhinia foveolata ingår i släktet Bauhinia och familjen ärtväxter. Inga underarter finns listade i Catalogue of Life.